# Berchtesgaden
Berchtesgaden je městys v nejjižnější části bavorského vládního obvodu Horní Bavorsko a správní středisko jižní části okresu Berchtesgadensko. Nejbližším větším městem je Bad Reichenhall, zatímco nejbližší velkoměsto a regionální centrum, Salcburk, leží patnáct kilometrů severně, na území Rakouska. Město je obklopeno Berchtesgadenskými Alpami.

## Dějiny města
Jméno Berchtesgaden pravděpodobně pochází od jména Perchta, mytické ženské postavy, nebo od jména Perther, které mohlo patřit některému z původních osadníků. Slovo Gaden znamená ohrazené či oplocené obydlí (viz také Ságy Berchtesgadenského kraje).
První písemná zmínka o Berchtesgadenu pochází z roku 1102, což bylo v roce 2002 příležitostí k oslavám 900. výročí. Založení městyse předcházel příslib hraběnky Irmgardy ze Sulzbachu, která se zavázala vybudovat v této oblasti klášter jako projev vděčnosti za záchranu svého manžela při lovecké nehodě. Její syn Berengar I. ze Sulzbachu a její nevlastní bratr tento slib naplnili a vydali se kvůli tomu do Říma.
Pro augustiniánaké řeholníky, které Berengar povolal, však bylo berchtesgadenské údolí nepohodlným a nehostinným místem. Husté lesy vzbuzovaly obavy z mytických bytostí, mezi nimiž figurovali i draci. Není proto překvapivé, že první probošt Eberwin do roku 1111 raději sídlil v klášteře Baumburg, založeném roku 1107 v severním okresu Traunstein. Teprve postupné odlesňování učinilo oblast přitažlivější i pro zemské probošty.
V roce 1156 udělil císař Fridrich I. Barbarossa klášteru v Berchtesgadenu nejvyšší správu a  právo hospodářského využití okolních lesů. Místní obyvatelé si následně nechali potvrdit císařskou listinou právo těžby soli a kovů. Tyto výsady přispěly k prvnímu hospodářskému rozvoji a vedly k udělení statusu městečka (Markt). Samostatnost Berchtesgadenu byla dále posílena roku 1294 udělením práva hrdelního soudu pro těžké zločiny.
Salcburské arcibiskupství se brzy snažilo rozšířit svůj vliv na ekonomicky prosperující Berchtesgaden. Marktschellenberský solivar byl převeden pod správu Salcburku a mezi lety 1393–1404 podléhal Berchtesgaden jeho nadvládě. Snaha Salcburku získat úplnou kontrolu nad Berchtesgadenem vyvrcholila takzvanou „solnou válkou“. Arcibiskup Wolf Dietrich von Raitenau se dostal do sporu s Bavorskem, a to jak kvůli výnosům z těžby soli v halleinských dolech, tak kvůli snaze Maxmiliána I. zdvojnásobit clo na zboží ze Salcburku.
Od roku 1380 měl Berchtesgaden jako říšské léno zastoupení v říšském sněmu (Reichstag), kde disponoval jedním křeslem a jedním hlasem. Po povýšení na říšské proboštství získal Berchtesgaden jako jediné takové území v říši místo na knížecí lavici říšského sněmu v Řezně. Až do 17. stol. se Berchtesgaden podílel na jednáních Salcburského zemského sněmu. V letech 1559–1723 bylo říšské proboštství spravováno ze sídla rodu Wittelsbachů, jehož příslušníci tehdy zastávali i post zemského pána a kolínského arcibiskupa.

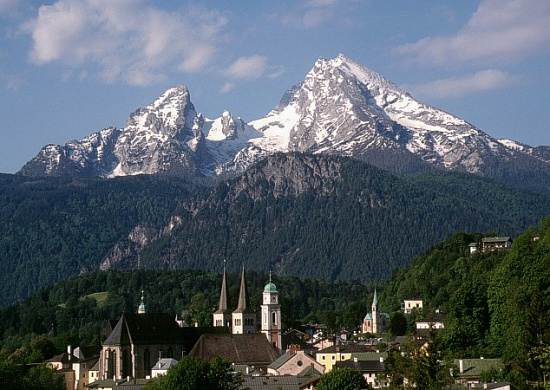
Pohled na Berchtesgaden s klášterním a farním kostelem, v pozadí masiv Watzmann

Knížecí proboštství zahrnovalo území dnešních pěti obcí v Berchtesgadenské kotlině a několik dalších oblastí mimo údolí, včetně obce St. Leonhard na cestě do Salcburku, kde byl kostel postaven pravděpodobně již v románském období.
Bohatá naleziště soli opakovaně přitahovala zájem sousedních států. V roce 1803, s koncem proboštské nadvlády během sekularizace, přešel Berchtesgaden pod nově vzniklé salcburské kurfiřství. Po uzavření Prešpurského míru v roce 1805 se stal součástí Rakouského císařství a v roce 1809 byl krátce podřízen Napoleonské Francii. V roce 1810, v rámci nového uspořádání Evropy, bylo berchtesgadenské údolí spolu se Salcburkem připojeno k Bavorsku. Zatímco Salcburk se v roce 1816 vrátil pod rakouskou správu, Berchtesgaden zůstal součástí Bavorska.

## Doba Nacionálního socialismu

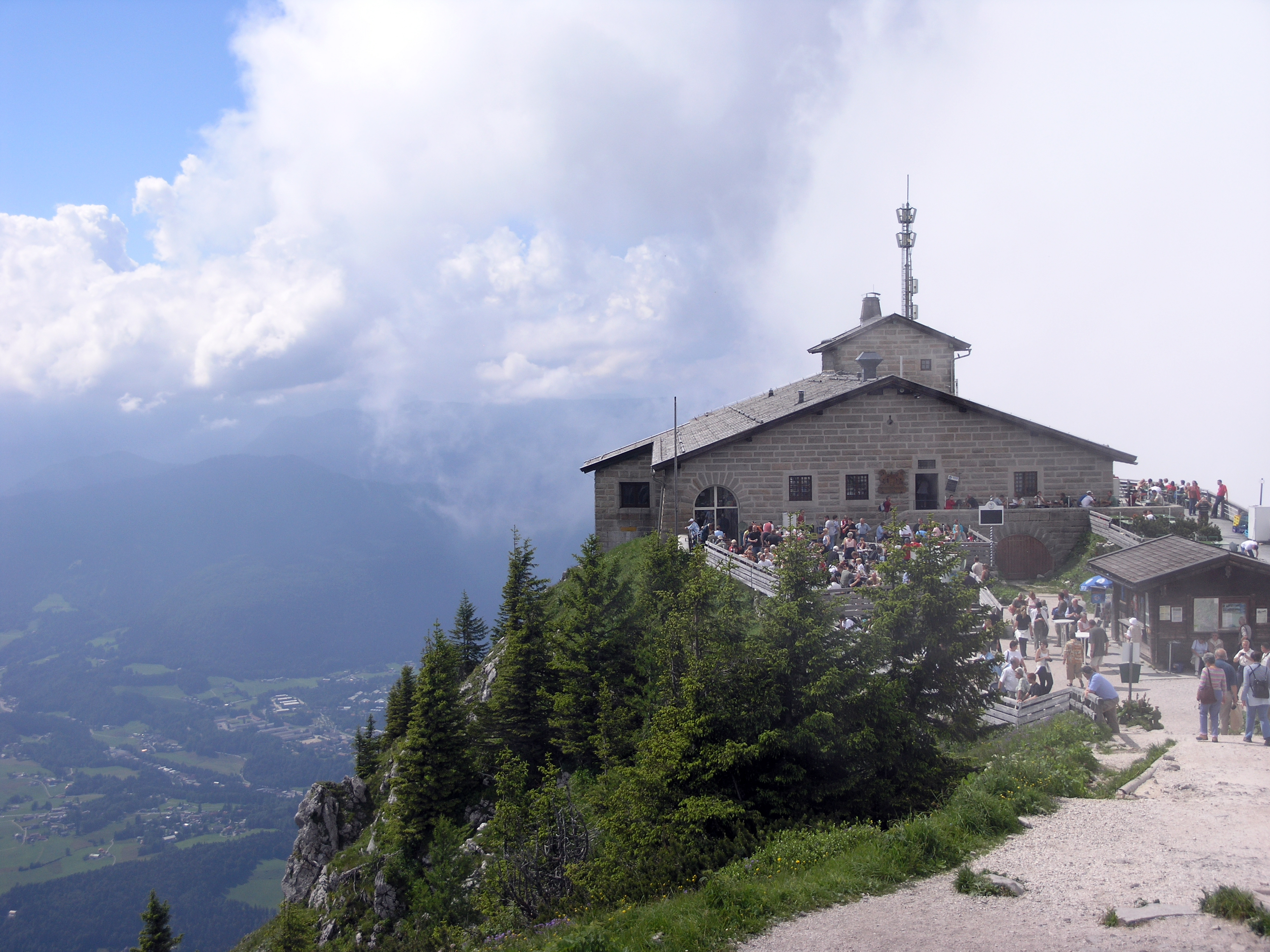
Orlí hnízdo (Kehlsteinhaus) postavený k 50. narozeninám Adolfa Hitlera

Adolf Hitler objevil v roce 1923 atraktivitu berchtesgadenského údolí. Po převzetí moci nacisty doznal Berchtesgaden výrazných změn. Obersalzberg byl zabrán nacistickým režimem a prohlášen za osobní ochranné území vůdce, s horským statkem umístěným v jeho středu. Pozemek byl získán pod nátlakem. Předimenzované berchtesgadenské nádraží je příkladem megalomanských projektů režimu. Mnozí obyvatelé města byli vůči nacistickému režimu skeptičtí. Skupina Weihnachtsschützen byla při denacifikaci zařazena do kategorie „vzdorujících moci“. Přestože měl Berchtesgaden silnou politickou symboliku, letecké nálety 25. dubna 1945 zasáhly pouze Obersalzberg. Kromě této výjimky neutrpěla městská infrastruktura ani zástavba vážnější válečné škody. Stažení nacistických činitelů, kteří se dosud zdržovali v Berchtesgadenu, mělo umožnit předání města americké armádě bez odporu. Spojenci Berchtesgaden již před koncem války vyhradili jako jeden ze svých opěrných bodů.

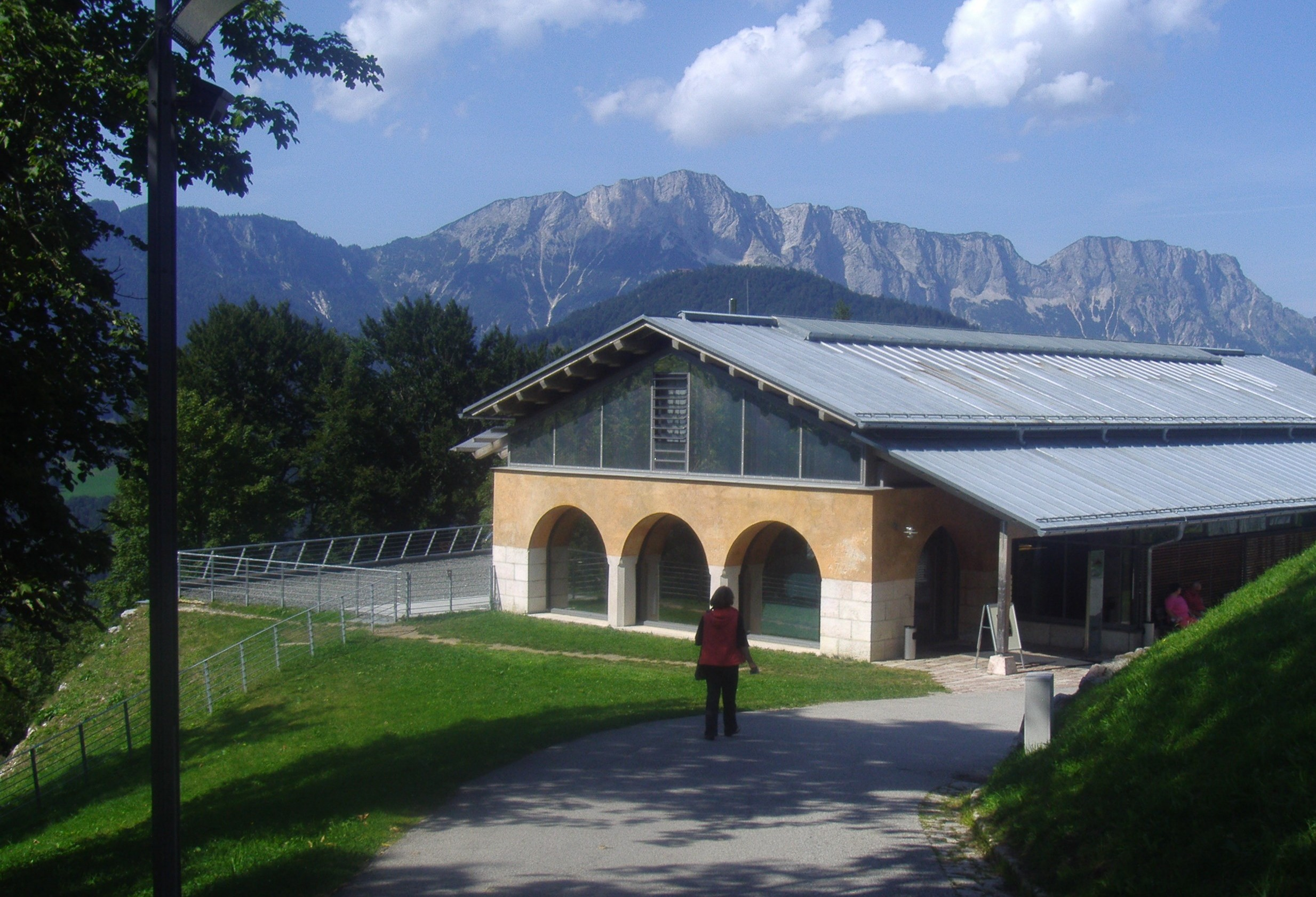
Dokumentační centrum Obersalzbergu

Zřetelný signál kritického vnímání éry národního socialismu v berchtesgadenském regionu přišel až v roce 1999, po odchodu amerických jednotek. Navzdory počátečním protestům některých místních politiků bylo zřízeno Dokumentační centrum Obersalzbergu.

## Poválečné období
Berchtesgaden byl 4. května 1945 obsazen vojenským svazem složeným z amerických a několika francouzských jednotek. Ty krátce nato jmenovaly prvním starostou města vědce a místního rodáka Rudolfa Krisse, známého svým protihitlerovským postojem.
Jako další důsledek války přijal Berchtesgaden, stejně jako mnohá jiná území, vysídlené Němce z bývalých východních oblastí Německé říše. Tím se výrazně proměnilo složení místního obyvatelstva. Tito lidé bez domova, zejména ze Sudet a Slezska, byli zpočátku ubytováni pouze v bývalých barácích pracovních táborů (např. ve Winklu u Bischofswiesen), z nichž během let vznikly nové části obcí v berchtesgadenském okrese. Trvalo však delší dobu, než byli nově příchozí původním obyvatelstvem plně přijati jako rovnocenní spoluobčané a přirozená součást komunity.
Pozemky patřící NSDAP přešly roku 1947 formálně do vlastnictví Svobodného státu Bavorsko (Freistaat Bayern), avšak Američané si i nadále ponechali velkou část budov a ploch k vlastnímu využívání. V neporušeném Berchtesgadenu zřídili od roku 1953 jedno ze tří amerických vojenských rekreačních center (U.S. Armed Forces Recreation Center – AFRC) v Bavorsku.

## Berchtesgaden dnes
Od roku 1978 se Berchtesgaden podílel na přípravách vzniku Berchtesgadenského národního parku, který nese i jeho jméno a navzdory silnému počátečnímu odporu místních obyvatel se stal jednou z hlavních značek regionu.
V posledních desetiletích se zimní sporty staly jedním z hlavních symbolů Berchtesgadenu. Sportovci jako Georg Hackl zde našli optimální podmínky pro své zimní disciplíny a mladé talenty jsou podporovány ve sportovních střediscích Bavorského svazu bobování a sáňkování (Bayerischer Bob- und Schlittensportverband – BBSV), stejně jako na škole Christophorusschule Berchtesgaden na Obersalzbergu. V Berchtesgadenské kotlině se stále častěji konají různé letní i zimní sportovní akce, například mistrovství světa ve snowboardingu, lyžařské závody FIS nebo závody v bobování, sáňkování a skeletonu na prvním umělém kluzišti na světě, a to na všech úrovních.

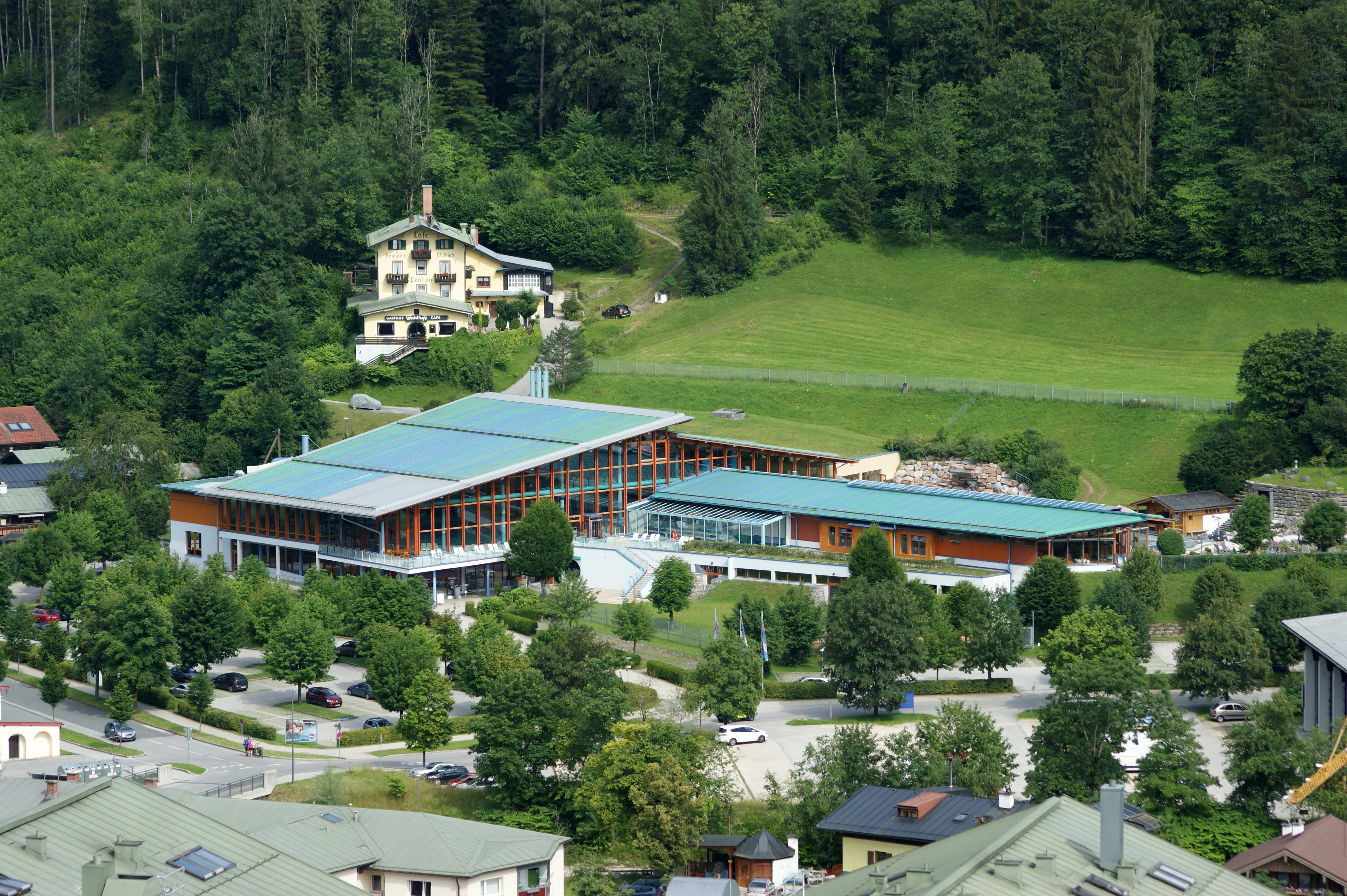
Watzmann Therme

V 80. letech se Berchtesgaden, s podporou vysokých bavorských představitelů, včetně tehdejšího ministerského předsedy Franze Josefa Strausse, ucházel o pořádání zimních olympijských her pro rok 1992, ale neúspěšně. V prvních z pěti volebních kol získal Berchtesgaden pouze 6 hlasů (z celkových 75), čímž byl vyloučen jako první ze sedmi adeptů.
K financování četných aktivit, jako jsou například centrální zařízení typu Lázeňský a kongresový dům, krytý plavecký bazén Watzmann Therme, jatky a další, byl vedle Svazu cestovního ruchu vytvořen příspěvkový systém okolních obcí, který přináší správnímu městu značné výnosy.
Po stažení amerických vojsk v roce 1996 přešlo užívání nemovitostí na Obersalzbergu na Svobodný stát Bavorsko jako vlastníka. Ten nakonec rozhodl o zřízení Dokumentačního centra Obersalzbergu, které bylo otevřeno v říjnu 1999. Poslední velký stavební projekt na Obersalzbergu zahrnoval stržení někdejšího Platterhofu, americkými vojáky přezdívaného „General Walker“. Na jeho místo byla přenesena budova odjezdové autobusové stanice k Orlímu hnízdu (Kehlsteinhaus), aby byly vytvořeny podmínky pro dokončení stavby pětihvězdičkového hotelu Intercontinental Resort Berchtesgaden v roce 2005.

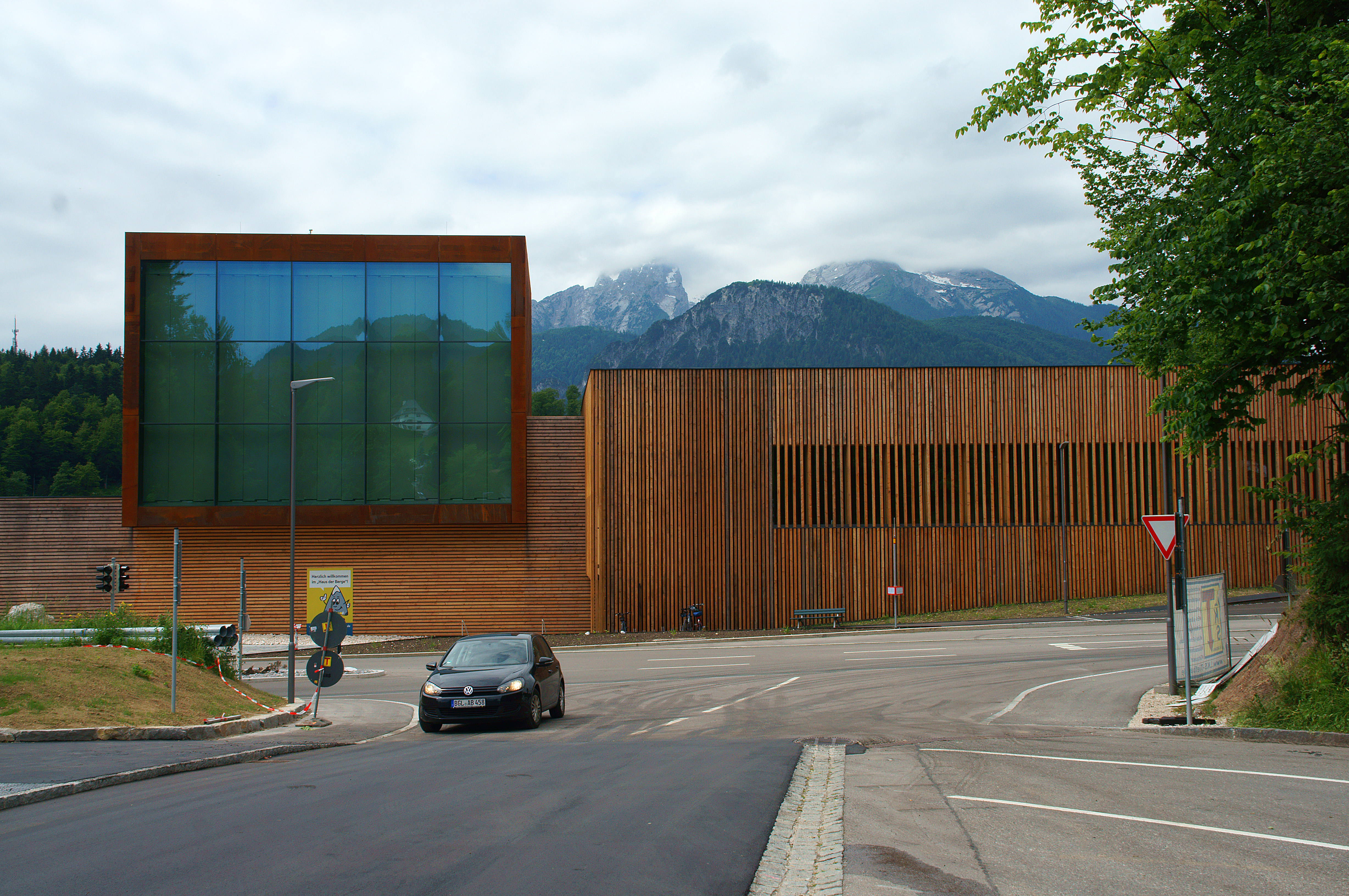
Haus der Berge

Do 90. let 20. století byl kladen důraz především na masovou turistiku jako klíčový hospodářský faktor, přičemž se doba pobytu turistů postupně zkracovala. Je nezbytné vytvořit ekonomickou strukturu, která podpoří vznik nových kvalifikovaných pracovních míst a zároveň zabrání finančním problémům místního obyvatelstva.
Prvním krokem těchto strukturálních změn bylo rozšíření ekosociálního prostředí v Berchtesgadenu. Na základě usnesení bavorského vládního kabinetu bylo na pozemcích bývalého hotelu Berchtesgadener Hof, který po odchodu amerických vojáků zůstal opuštěný, vybudováno v rámci Berchtesgadenského národního parku centrum Haus der Berge, slavnostně otevřené 24. května 2013.

## Rozvoj turistiky a kultury

Watzmann, Caspar David Friedrich, 1824–1825

V průběhu 19. století využívali bavorští králové Berchtesgaden jako své letní sídlo. Klášter, původně určený řádovým členům, byl za vlády Ludvíka II. Bavorského přestavěn na královský zámek.
Po prusko-francouzské válce v letech 1870–1871 začal počet návštěvníků Berchtesgadenu stoupat. Malíř Carl Rottmann již ve 20. letech 19. století zachytil Berchtesgadenské Alpy a jeho dílo inspirovalo i Caspara Davida Friedricha k namalování horského masivu Watzmann. Oblast přitahovala stále více umělců, spisovatelů i významné osobnosti z oblasti průmyslu, například Ludwiga Ganghofera, jehož romány se často odehrávají na pozadí Berchtesgadenu, nebo norské autory Jonase Lie a Henrika Ibsena.

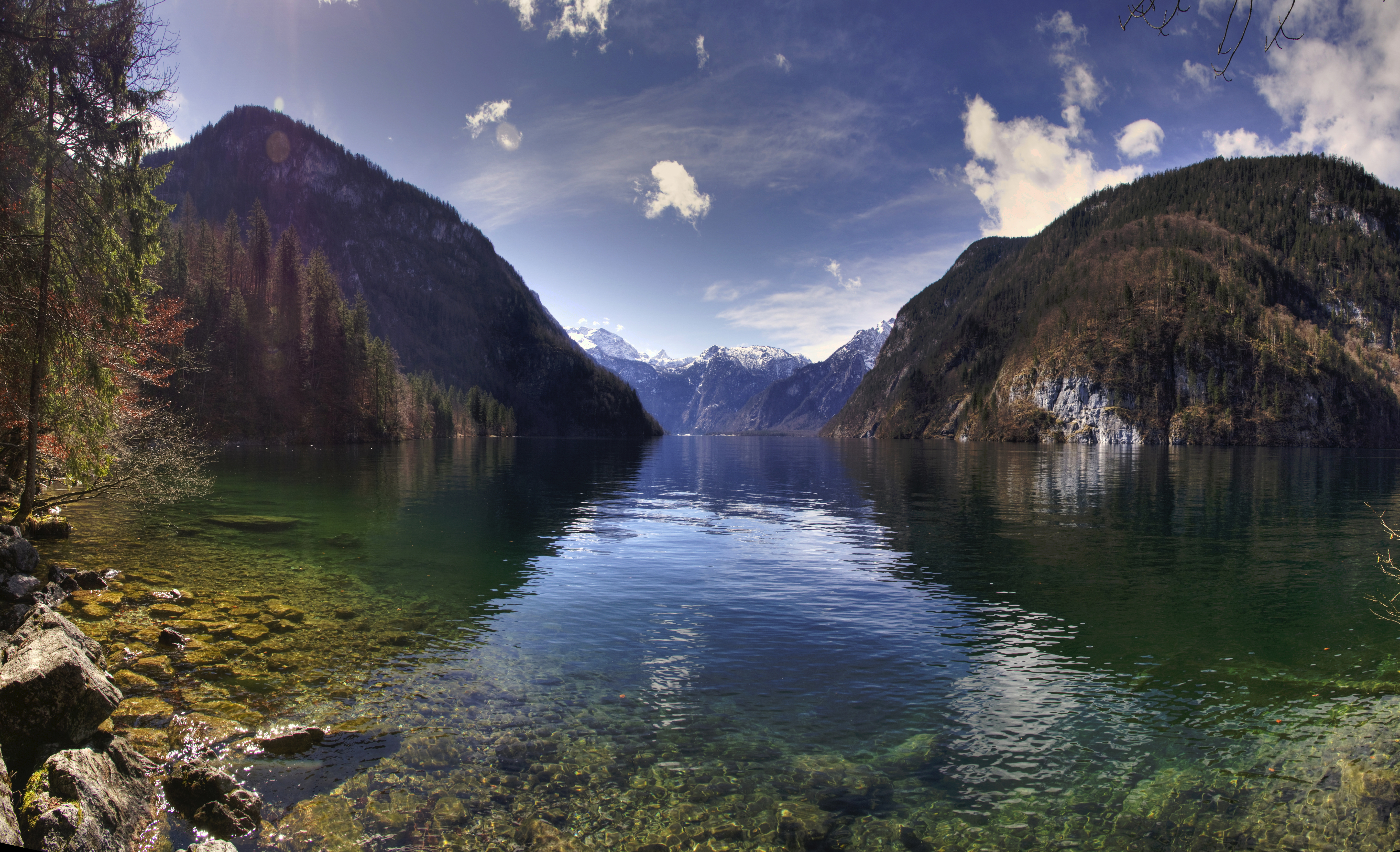
Jezero Königssee

Turismus se brzy stal klíčovým hospodářským odvětvím, zatímco dřevařské řemeslo postupně ztrácelo na významu. Oblíbenými motivy malířů se stala jezera Hintersee a Königssee. Jedním z nejznámějších výhledů na Königssee je místo zvané Malerwinkel (Malířský koutek).
Zpřístupnění Obersalzbergu pro turisty začalo v roce 1877, kdy zde Moritz Mayer postavil první penzion. V něm měl později přenocovat i Adolf Hitler, dlouho před svým nástupem k moci, což později sehrálo důležitou roli při volbě Berchtesgadenu, respektive Obersalzbergu, jako místa pro oficiální přijímání zahraničních vůdců a ministrů.

## Členění obce
Dnešní rozloha tohoto tržního městečka pochází z doby územní reformy z roku 1972. V průběhu územní reformy byly sloučeny dosud samostatně ležící obce Salzberg, Maria Gern a Au, která zahrnovala Horní a Dolní Au (Oberau a Unterau).
Z občanské iniciativy vzešla v letech 2004–2005 žádost o referendum, jehož cílem bylo spojit pět obcí kotliny do jediné sloučené obce. V Berchtesgadenu dosáhl počet pozitivních hlasů přes 60 %, avšak iniciativa ztroskotala na rozhodnutí občanů obcí Schönau am Königssee a Bischofswiesen. Iniciátoři se poté vzdali konání dalších referend v Ramsau a Marktschellenbergu.

## Znak města
Dva klíče na červeném pozadí odkazují na svatého Petra, spolupatrona městečka – místní klášterní kostel je zasvěcen sv. Petrovi a sv. Janu Křtiteli. Stříbrné lilie na modrém pozadí pocházejí od spoluzakladatelky kláštera, hraběnky Imingar ze Sulzbachu.
Již v 17. století tento znak používali berchtesgadenští knížecí probošti, a až do připojení Berchtesgadenského kraje k Bavorsku tvořil střední část znaku zemského proboštství.

## Pamětihodnosti
- Solný důl Berchtesgaden
- Obersalzberg
- Orlí Hnízdo (Kehlsteinhaus)
- Vlastivědné muzeum v zámku Adelsheim